# محمدعلی مولایی
محمدعلی مولایی Mohammad Ali Molaei
متولد ۱۳۶۸/۲/۱۵ - تهران
.
.
عضو تیم ملی کانوپولو از سال ۸۶ تا به حال 
.
.
قهرمان آسیا سال ۱۳۸۶ در کشور کره جنوبی (جوانان) -
قهرمان آسیا سال ۱۳۸۸ در کشور چین تایپه (جوانان) - 
مقام هشتم جهان سال ۱۳۸۹ در کشور ایتالیا (جوانان) - 
قهرمان آسیا سال ۱۳۹۰ در ایران - 
مقام سوم آسیا در سال ۱۳۹۲ در کشور هندوستان - 
مقام دوم کاپ باشگاهی آسیا ۱۳۹۲ در کشور مالزی -
مقام هفدهم جهان سال ۱۳۹۳ در کشور فرانسه - 
مقام سوم آسیا سال ۱۳۹۴ در کشور هنگ کنگ - 
قهرمان آسیا سال ۱۳۹۶ در کشور مالزی - 
مقام یازدهم قهرمانی جهان سال ۱۳۹۷ در کشور کانادا - 
مقام دوم کاپ ملی آسیایی سال ۱۳۹۸ در کشور چین -
کاپیتان تیم ملی از سال ۹۴ تا به حال 

عضو تیم ملی کانوپولو در مسابقات جام جهانی فرانسه ۲۰۱۴ بود. تیم ایران در این مسابقات به رده ۱۷ دست یافت.

## جستار های وابسته
تیم ملی کانوپولو مردان ایران
مقام اول مسابقات قهرمانی آسیا سال ۱۳۹۰ که برای اولین بار در تاریخ این رشته ایران قهرمان مسابقات شد
خبر ورزشی
https://www.khabarvarzeshi.com/news/256616/-
خبرگزاری صدا و سیما
https://www.iribnews.ir/fa/amp/news/2693553
اعزامی به مسابقات چین
https://www.yjc.news/fa/news/7113984/
http://www.olympic.ir/fa/news/